# Death Toll
Death Toll é um filme de ação produzido nos Estados Unidos e lançado em 2008.